# Ligandvezérelt ioncsatorna
A ligand-vezérelt ioncsatornák (LGICs) integrált transzmembrán fehérjék. Nem feszültségfüggő csatornák. Olyan transzmembrán ioncsatornát tartalmaznak, ami ligand (pl. neurotranszmitter) hatására nyílik meg, esetleg záródik be. Az endogén ligandok számára a LGIC komplexeken általában található egy specifikus kötőhely az ioncsatornán kívül. A ligand-vezérelt ioncsatornák nagy számban találhatók az idegsejtek membránján a szinapszisokban, mind pre- és posztszinaptikus komponenseken (pl. 5-HT-receptorok). Az LGIC-k modulálódhatnak sok kémiai anyag által, mint például allosztérikus ligandok, csatornablokkolók és ionok.

## Osztályozásuk
Az LGIC-ket három nagy csoportba sorolhatjuk:
- Cisz-hurok receptorok
- Ionotróp glutamát receptorok
- ATP-függő csatornák